# Крашеный лис
«Крашеный лис» — советский рисованный мультфильм по украинской сказке Ивана Франко, созданный в 1953 году режиссёром-мультипликатором Александром Ивановым. Одна из популярных мультисторий этого режиссёра.

## Сюжет
Страшный зверь, окрашенный в бело-оранжево-голубые цвета прибыл в лес, чтобы навести в нём свои порядки и назвался Остромысл. Его грозный вид перепугал всех лесных зверей, и даже самого Михайлу Потапыча. Один Ёжик догадался, в чём дело. Когда Лис потребовал на завтрак зайчат, Ёжик с Зайчихой подстроили ему ловушку, подпилив мост. Когда Остромысл упал в речку и краску смыло водой, звери убедились, что это самый обычный Лис. Плута прогнали из леса. Фильм оканчивается напутствием Ёжика: «Каким бы ни был с виду зверь, ты на слово ему не верь!»

## Создатели фильма
| сценарий                   | Бориса Бродского                                                                                                |
| режиссёр                   | Александр Иванов                                                                                                |
| художники-постановщики:    | Игорь Знаменский, Геннадий Филиппов                                                                             |
| оператор                   | Николай Воинов                                                                                                  |
| музыкальное оформление     | В. Смирнова |
| звукооператор              | Николай Прилуцкий                                                                                               |
| ассистент режиссёра        | Валентин Лалаянц                                                                                                |
| ассистент художника        | Лана Азарх |
| технический ассистент      | Ф. Гольдштейн                                                                                                   |
| монтажница                 | Валентина Иванова                                                                                               |
| художники-мультипликаторы: | Фаина Епифанова, Дмитрий Белов, Лидия Резцова, Роман Давыдов, Виктор Лихачёв, Елизавета Комова, Мстислав Купрач |
| художники-декораторы:      | Вера Валерианова, Дмитрий Анпилов, Ирина Светлица, Г. Невзорова, Ирина Троянова                                 |

### Роли озвучивали
| Актёр            | Роль    |
| ---------------- | ------- |
| Сергей Мартинсон | Лис     |
| Александр Щагин  | Медведь |
| Ростислав Плятт  | Волк    |
| Юрий Хржановский | Ёж      |
| Агарь Власова    | Зайчиха |
| Осип Абдулов     | Кабан   |

- Актёры, озвучившие фильм, не указаны в титрах, но перечислены вместе со съёмочной группой в Приложении на странице 244[2] книги «Фильмы-сказки: сценарии рисованных фильмов» (1954)[3].

## Награды
- Диплом на IV Международном фестивале фильмов для детей и юношества в Венеции (1953)

## Переозвучка
- В 2000—2001 годах мультфильм был отреставрирован и заново переозвучен компаниями ООО «Студия АС» и ООО «Детский сеанс 1». В новой версии была полностью заменена фонограмма, к переозвучиванию привлечены современные актёры, в титрах заменены данные о звукорежиссёре и актёрах озвучивания. Переозвучка была крайне негативно воспринята как большинством телезрителей[4][5], так и членами профессионального сообщества[6][7] . Качество реставрации изображения также иногда подвергается критике.

### Озвучивание
- Юльен Балмусов — медведь
- Виталий Ованесов — волк
- Татьяна Канаева — зайчиха
- Сергей Балабанов — собаки
- Александр Котов — ёж, кабан
- Борис Токарев — лис